# Glen Echo
Glen Echo – miasto w Stanach Zjednoczonych, w stanie Maryland, w hrabstwie Montgomery.